# Orstom hydratemei
Orstom hydratemei är en spindelart som beskrevs av Raven och Churchill 1994. Orstom hydratemei ingår i släktet Orstom och familjen Barychelidae.
Artens utbredningsområde är Nya Kaledonien. Inga underarter finns listade i Catalogue of Life.